# Sheila Simon

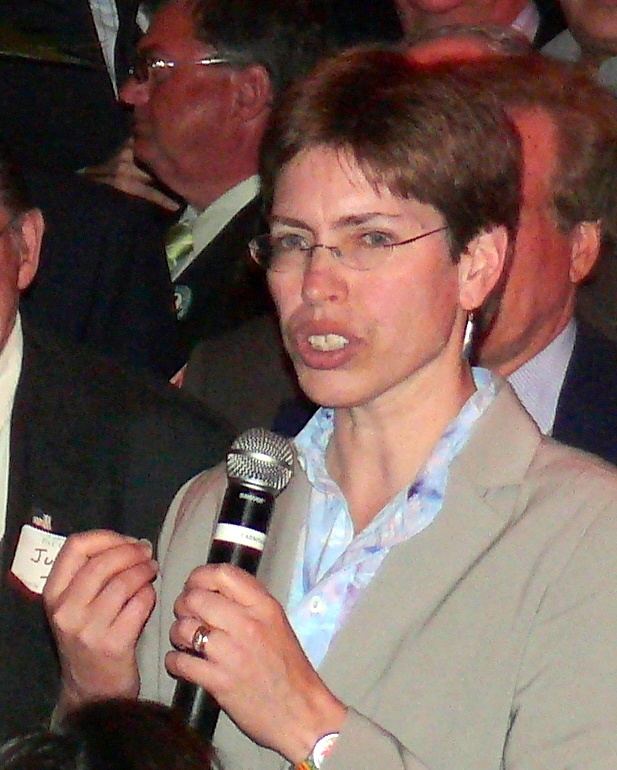
Sheila Simon (2010)

Sheila J. Simon (* 13. März 1961) ist eine US-amerikanische Politikerin der Demokratischen Partei. Von 2011 bis 2015 sie Vizegouverneurin des Bundesstaates Illinois.

## Werdegang
Sheila Simon ist die Tochter des früheren US-Senators und Vizegouverneurs von Illinois, Paul Simon. Im Jahr 1983 absolvierte sie die Wittenberg University in Ohio. Nach einem anschließenden Jurastudium an der Georgetown University in Washington, D.C. und ihrer Zulassung als Rechtsanwältin begann sie in diesem Beruf zu praktizieren. Sie arbeitete unter anderem in einem Team in einer Klinik, wo es um Prozesskostenfragen ging. Zwischen 1987 und 1992 war sie für die Lincoln Legal Assistance Foundation tätig. Von 1994 bis 1998 war sie stellvertretende Bezirksstaatsanwältin im Jackson County. Außerdem gehörte sie zwischen 2000 und 2010 der juristischen Fakultät der Southern Illinois University an. Von 1998 bis 2000 zählte sie zu den juristischen Vertretern dieser Universität. Politisch schloss sie sich der Demokratischen Partei an. Zwischen 2003 und 2007 saß sie im Gemeinderat ihres Wohnortes Carbondale.
Im Jahr 2010 wurde Simon an der Seite von Pat Quinn zur Vizegouverneurin von Illinois gewählt. Dieses Amt bekleidet sie seit dem 10. Januar 2011. Dabei ist sie Stellvertreterin des Gouverneurs. Bei der Gouverneurswahl im November 2014 will sie nicht mehr als Vizegouverneurin von Gouverneur Quinn antreten. Als dessen neuer Vizekandidat wurde an ihrer Stelle Paul Vallas nominiert. Simon strebte stattdessen das Amt des State Comptroller an; eine Wahl, die sie jedoch gegen die republikanische Amtsinhaberin Judy BaarTopinka verlor. Da auch Gouverneur Quinn seine Wiederwahl verlor, wurde die Vizekandidatin des neu gewählten Regierungschefs Bruce Rauner, die Republikanerin Evelyn Sanguinetti, zu ihrer Nachfolgerin gewählt, die sie am 12. Januar 2015 dann ablöste.
Seit 1987 ist sie mit dem Hochschullehrer Perry Knop verheiratet, mit dem sie zwei Töchter hat.